# Automatische Wetterstation

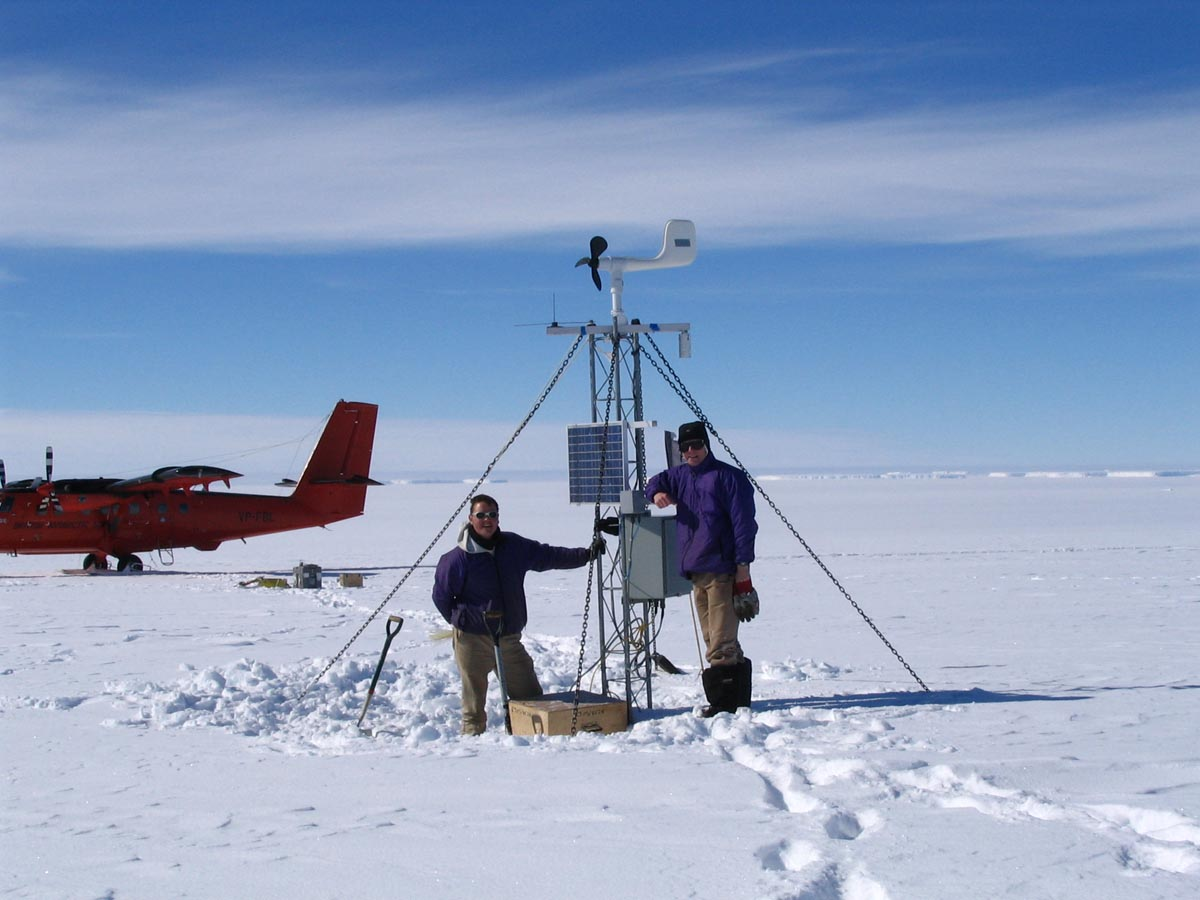
Eine AWS in der Antarktis

Eine automatische Wetterstation (AWS) ist eine automatisierte Version der herkömmlichen Wetterstation, entweder um menschliche Arbeitskraft einzusparen oder Messungen aus abgelegenen Gebieten zu ermöglichen.
Früher wurden automatische Wetterstationen oft dort aufgestellt, wo Strom- und Kommunikationsleitungen verfügbar waren. Heutzutage ermöglichen Solarzellen, Windturbinen und die Mobilfunktechnologie drahtlose Stationen, die nicht an das Stromnetz und das Festnetz angeschlossen sind.
Einer der Hauptvorteile einer automatischen Wetterstation besteht darin, dass sie auch an abgelegenen, unzugänglichen oder gefährlichen Orten genaue und zuverlässige Wetterdaten liefern kann. Die AWS kann so programmiert werden, dass sie bei Unwettern die Behörden alarmiert.

## Bestandteile
Eine AWS besteht typischerweise aus einem wetterfesten Gehäuse, das den Datenlogger, einen Akku, Telemetrie (optional) und die Wettersensoren mit einem angeschlossenen Solarpanel oder Windrad enthält und auf einem Mast montiert ist. Die genaue Konfiguration kann je nach Zweck des Systems variieren. Das System kann über das Argos-System, LoRa und das Global Telecommunications System nahezu in Echtzeit Daten liefern oder die Daten für spätere Nutzung speichern.

### Sensoren
Die meisten automatischen Wetterstationen haben
- Thermometer zur Temperaturmessung
- Anemometer zur Messung der Windgeschwindigkeit
- Windfahne zur Messung der Windrichtung
- Hygrometer zur Messung der Luftfeuchtigkeit
- Barometer zur Messung des Luftdrucks

Einige Stationen haben auch
- Ceilometer zur Messung der Wolkenhöhe
- Sichtweitensensor
- Regenmesser zur Messung von flüssigkeitsäquivalentem Niederschlag
- Ultraschall-Schneetiefensensor zur Messung der Schneetiefe
- Pyranometer zur Messung der Sonnenstrahlung[2]

### Datenlogger
Die Hauptfunktionen eines Datenloggers sind:
- Messung: Der Datenlogger sammelt die Informationen jedes Sensors und archiviert sie
- Berechnung: Der Datenlogger verarbeitet die meisten meteorologischen Daten (Durchschnitt, Min., Max. …).
- Datenspeicherung: Der Datenlogger speichert alle Daten entweder auf seinem eigenen Speicher oder auf einer uSD-Speicherkarte.
- Stromversorgung: Die Stromversorgung der automatischen Wetterstation übernimmt der Datenlogger, beispielsweise über ein Solarpanel.
- Kommunikation: Der Datenlogger verwaltet die Kommunikationsprotokolle mit dem Remote-Server. Die verschiedenen Kommunikationsprotokolle sind normalerweise GSM, GPRS, RTC, WiFi, uSD und RS-232.[2]